# West Lothian
West Lothian är en av Skottlands kommuner och ståthållarskap. Kommunen gränsar till Edinburgh, Falkirk samt Midlothian. Centralort är Livingston.
West Lothian är också namnet på det traditionella grevskap som ligger i området. Grevskapet gränsar till Stirlingshire, Lanarkshire och Midlothian och omfattar förutom kommunen även en del av Falkirk.

## Orter
- Bathgate, Blackburn, Broxburn
- Dechmont
- Linlithgow, Livingston
- Pumpherston
- Uphall
- Whitburn, Winchburgh